# Tarasque

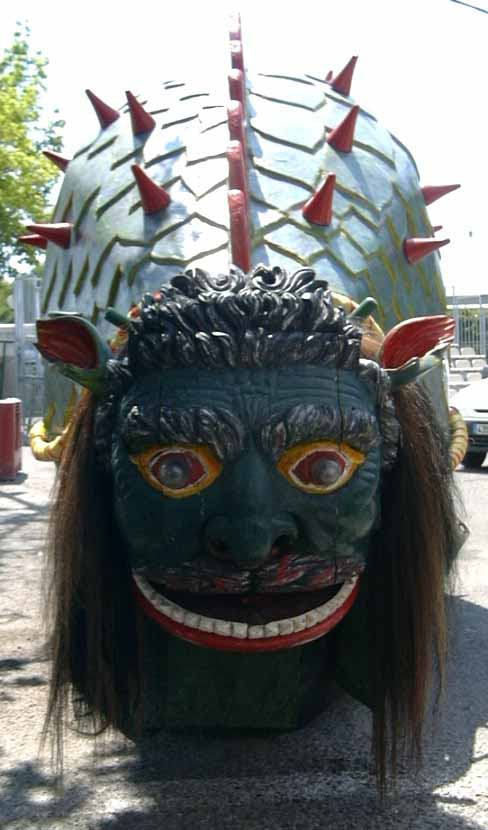
Sklolaminátový model draka Tarasque

Tarasque je mytické stvoření z folklóru francouzského kraje Provence, připomínající lidožravého draka. Příběh o něm je uveden ve středověké Zlaté legendě a symbolicky vyjadřuje porážku předkřesťanských kultů.
Podle pověstí byl Tarasque větší než býk, měl hlavu lva, uši koně a tvář starce, ostré zuby, rudé oči a páchnoucí dech, šest nohou podobných medvědím, tělo kryté želvím krunýřem opatřeným trny a ocas jako štír zakončený bodcem obsahujícím prudký jed. Žil v močálech okolo Rhôny, potápěl lodě, ničil pole, požíral lidi i dobytek. Nikdo ho nepomohl porazit, dokud do kraje nedorazila svatá Marta, která draka uklidnila křížem a náboženskými písněmi, spoutala ho svým opaskem a přivedla do města Nerluc, kde ho místní obyvatelé ukamenovali.
Na paměť události bylo město Nerluc přejmenováno na Tarascon a dostalo do znaku vyobrazení draka, roku 1197 byl místní chrám zasvěcen svaté Martě. Roku 1469 zavedl René I. z Anjou procesí konaná každoročně koncem června, při kterých pochodují rytíři ve středověkých kostýmech a malá dívenka vede na řemínku figurínu na voze, představující Tarasqua. Obyvatelé se přitom modlí, aby byl kraj uchráněn záplav. Zvyk se později rozšířil do řady dalších měst ve Francii, Belgii a Španělsku.
V roce 2005 byla legenda o Tarasqueovi a s ní spojené slavnosti zapsána mezi Mistrovská díla ústního a nehmotného dědictví lidstva, před tarasconským hradem byla odhalena socha draka od Pascala Demaumonta. Podle příšery byl pojmenován rod dinosaurů Tarascosaurus, Tarrasque je také jedna z postav ve hře Dungeons & Dragons, Pablo Picasso vytvořil keramickou sošku nazvanou Tarasque.